# マルマンH&B
マルマンH&B株式会社（マルマンエイチアンドビー）は、禁煙パイポ・健康食品・オーラルケア用品・生活雑貨・化粧品の製造販売を手がける日本の企業で、イワキの100%子会社である。

## 概要
マルマンはゴルフ用品と喫煙雑貨などの製造と販売で事業を拡大し、1984年に禁煙パイポが「私はこれで会社を辞めました。」のCMキャッチコピーで一世を風靡し、年商が7億円から40億円へ急増した。
マルマンは2018年7月6日にマルマンH&B株式会社を新設し、2018年10月1日に、マルマンH&Bはマルマンから、パイポ、健康食品、オーラルケア用品、生活雑貨、化粧品事業を吸収分割で譲受し、マルマンはマジェスティ ゴルフ株式会社へ商号を変更した。
2020年12月18日に、マジェスティ ゴルフは保有全株式をイワキへ譲渡し、マルマンH&Bはイワキの完全子会社となった。

## 沿革
- 2018年
  - 7月6日 - 設立。
  - 10月1日 - マルマンから、健康食品事業などを吸収分割で譲受し、本社を千代田区神田司町へ移転[4]する。
- 2020年12月18日 - 株式譲渡によりイワキの完全子会社となる。